# Stanovice, Trutnov
Stanovice là một làng thuộc huyện Trutnov, vùng Královéhradecký, Cộng hòa Séc.